# 第一夫人的秘密
《第一夫人的秘密》（英語：Jackie）是一部2016年美國傳記劇情片，由帕布罗·拉拉因執導、Noah Oppenheim編劇。影片圍繞美國前總統約翰·甘迺迪在1963年11月22日遇刺身亡一事展開，聚焦娜塔莉·波曼飾演的美國第一夫人賈桂琳·甘迺迪，講述她從丈夫遇刺后到葬礼這四天里發生的故事。本片是拉腊因“杰出女性三部曲”的第一部，后两部是介绍威尔士王妃戴安娜的《史賓賽》，以及介绍歌剧演唱家玛丽亚·卡拉絲的《玛丽亚》。
該片於2016年9月7日在第73屆威尼斯影展上全球首映，後於同月11日在多倫多國際影展上播映。影片於2016年12月2日在美國上映，并获得第89届奥斯卡金像奖最佳女主角、服装设计和原创配乐三项提名。

## 演員
- 娜塔莉·波曼 飾 賈桂琳·甘迺迪
- 彼得·賽斯嘉 飾 羅伯特·弗朗西斯·甘迺迪
- 葛莉塔·潔薇 飾 南希·塔克曼（英语：Nancy Tuckerman）
- 比利·庫達普 飾 白修德（在片中標記為「那位記者」(The Journalist)）
- 約翰·赫特 飾 Richard McSorley神父（在片中標記為「那位牧師」(The Priest)）
- 馬克斯·凱塞拉 飾 傑克·瓦萊提（英语：Jack Valenti）
- 貝絲·格蘭特（英语：Beth Grant） 飾 克勞迪婭·「小瓢蟲」·約翰遜
- 理查·E·格蘭特 飾 威廉·沃爾頓（英语：William Walton (painter)）
- Caspar Phillipson（英语：Caspar Phillipson） 飾 約翰·甘迺迪總統
- 約翰·卡羅·林區 飾 林登·詹森總統
- Julie Judd 飾 埃塞爾·甘迺迪
- Brody Weinberg和Aiden Weinberg 飾 小約翰·甘迺迪

## 發行
2016年8月31日，《第一夫人的秘密》於第73屆威尼斯影展上作全球首映，同時也入圍其主競賽單元金獅獎，並榮獲最佳劇本獎。該片也於2016年9月12日在多倫多國際影展上展出 。